# Сванідзе Микола Самсонович
Сванідзе Микола Самсонович (1895, Самурзакано, Сухумський округ, Абхазія, Російська імперія — 1937, СРСР) — радянський державний та партійний діяч.

## Життєпис
Вступив до партії в 1917. Активний учасник революційного руху. Після революції обіймав посаду голови Самурзаканського військово-революційного комітету (Сухумський округ).
У 1921—1922 роках — відповідальний секретар Організаційного бюро РКП (б) в Абхазії
У 1922—1924 роках — відповідальний секретар аджарського обласного комітету КП (б) Грузії
У 1924—1925 роках — відповідальний секретар Тифліського міського комітету КП (б) Грузії. 
З 29 січня 1931 року — народний комісар постачання ЗРФСР. Потім послідовно обіймав посаду заступника голови РНК ЗРФСР; начальника Статистичного управління при РНК Української РСР.
За твердженням внука Миколи Сванідзе: «У діда не склалися відносини з Берія. Коли Берія став великим начальником в Закавказзі, діда перевели в Україну, міністром. Його прикривав Орджонікідзе».
За непідтвердженими даними в 1937 розстріляний (або був забитий на допиті) .